# Elbosco
O Elbosco é um conjunto musical espanhol que alcançou sucesso mundial com a música "Nirvana", em 1995.
O grupo se originou de um coral infantil da Escolanía del Real Monasterio de San Lorenzo, com crianças de idade entre 9 e 14 anos e instrumentistas adultos. Em 1995, lançou o disco Angelis, com o hit Nirvana. Essa música, que é uma mistura canto gregoriano com hip-hop, dance e techno, além de a letra estar em latim e inglês, conseguiu fama internacional. Foi lançada também uma versão em  português desse disco, chamado Angelis - O disco dos anjos.
O estilo do grupo mistura temas de música clássica, coral infantil e sintetizadores, resultando em um som próximo ao do New Age do grupo Enigma.
Nesse monastério, vivem aproximadamente 100 crianças que são selecionadas pelo talento musical e sempre se apresentam vestindo robes brancos. Gravaram outros CD e estão ligados a EMI.
Desde o surgimento de Elbosco, surgiram vários grupos com estilo de música similar, como o Libera,  mas que não conseguiram o mesmo sucesso estrondoso de Nirvana.